# 4Play (série de televisão)
4Play é uma série de televisão portuguesa de comédia exibida em 2017 pela RTP2 e produzida pela Frame Productions.
Esta série quebrou um ciclo de longos anos de ausência na RTP2 de séries de ficção nacional produzidas para o próprio canal.

## Sinopse
A série conta a história de quatro amigos inconsequentes que querem escrever uma série de televisão. Para isso, criam um jogo [de engates] que os vai ajudar a decidir quem será o protagonista e que servirá também como a sua fonte de inspiração.
Filmada num Porto underground, tem como pano de fundo todos os bares onde se vende álcool, todas as casas de banho onde se consomem substâncias ilícitas e todas as camas onde se é bem íntimo - tudo à boleia de personagens irreverentes e boémias.

## Elenco
| Ator/Atriz           | Personagem |
| -------------------- | ---------- |
| Duarte Loc           | Lourenço   |
| Pedro Manana         | Bruno      |
| Tiago Paiva          | João       |
| Sílvia Santos        | Carolina   |
| Allex Miranda        | Júlio      |
| Inês Gonçalves       | Bia        |
| Maria Teresa Barbosa | Susana     |

### Elenco adicional
- Teresa Arcanjo - Nicas
- Ana Lamas - Rapariga 1
- Jaime Monsanto - Xavier
- Tanya Ruivo - Star Whores
- Tiago Sines - Teclista
- Rafaela Beires - Rapariga 2
- André Botelho - Polícia 2
- Raquel Calção - Sofia
- Catarina Correia - Filipa
- Marta Dias - Rapariga de Branco
- Adriana Faria - Farmacêutica
- Adriano Fontes - Billy The Bull
- Joel Freitas - Homem Musculado
- Marta Freitas - Irene
- Aurora Gaia - Mulher Vistosa
- Emílio Gomes - Jornalista
- Paula Magalhães - Mariana
- João Matos - Polícia 1
- Francisco Moreira - Homem Franzino
- Pedro Moreira - Namorado Rapariga 2
- Jorge Mota - Vizinho
- Maria Inês Peixoto - Jornalista Terreno
- Inah Santos - Rapariga WC
- Rui Spranger - Assaltante
- Diana Sá - Detective
- Maria João Teixeira - Coordenadora
- Manuel Tur - Chefe de Sala

## Episódios
| #  | Título                                        | Estreia                | Audiência    | Audiência    | Audiência    |
| #  | Título                                        | Estreia                | Espectadores | Share        | Rating       |
| -- | --------------------------------------------- | ---------------------- | ------------ | ------------ | ------------ |
| 1  | "Game On"                                     | 28 de setembro de 2017 | 28 500       | 2,5%         | 0,3%         |
| 2  | "Rolo de Carne"                               | 5 de outubro de 2017   | 19 000       | 1,6%         | 0,2%         |
| 3  | "Peixinhos"                                   | 12 de outubro de 2017  | 38 000       | 1,7%         | 0,4%         |
| 4  | "Aditos"                                      | 19 de outubro de 2017  | 9 500**      | 0,9%         | 0,1%         |
| 5  | "Sexo, Drogas e Rock'n'roll"                  | 26 de outubro de 2017  | 19 000       | 1%           | 0,2%         |
| 6  | "O Nosso Carro"                               | 2 de novembro de 2017  | 28 500       | 2,2%         | 0,3%         |
| 7  | "Mamilo Dourado"                              | 9 de novembro de 2017  | por anunciar | por anunciar | por anunciar |
| 8  | "Sodomia"                                     | 16 de novembro de 2017 | 19 000       | 1,3%         | 0,2%         |
| 9  | "OVNI (ou Objecto de Vidro Não Identificado)" | 23 de novembro de 2017 | 47 500       | 3,1%         | 0,5%         |
| 10 | "A Punheta"                                   | 30 de novembro de 2017 | 57 000       | 2,3%         | 0,6%         |
| 11 | "Tinder"                                      | 7 de dezembro de 2017  | 57 000*      | 3,2%         | 0,6%         |
| 12 | "O Retiro"                                    | 14 de dezembro de 2017 | 57 000       | 3,1%         | 0,6%         |
| 13 | "Game Over"                                   | 21 de dezembro de 2017 | 28 500       | 1,5%         | 0,3%         |

*Episódio mais visto
**Episódio menos visto
Nota: devido à natureza do argumento e da linguagem da série, a mesma, na maioria das vezes, foi exibida em televisão após a meia-noite, estreando assim, tecnicamente, no dia seguinte. Contudo, todos os episódios puderam ser vistos na RTP Play a partir das 12h do dia divulgado na promoção dos episódios. Assim, e a título de exemplo, o primeiro episódio da série teve a sua estreia anunciada na RTP2 no dia 28 de setembro às 00h39, ou seja, tecnicamente, por ter estreado depois da meia-noite, já no dia seguinte, a série teve a sua estreia em televisão no dia 29 de setembro, enquanto que o episódio pode ser visto pela primeira vez no dia 28 de setembro às 12h na RTP Play.